# Гасино Торинезе
Гасино Торинезе (итал. Gassino Torinese) је насеље у Италији у округу Торино, региону Пијемонт.
Према процени из 2011. у насељу је живело 8211 становника. Насеље се налази на надморској висини од 207 м.

## Становништво
| 1936. | 1951. | 1961. | 1971. | 1981. | 1991. | 2001. | 2011. |
| ----- | ----- | ----- | ----- | ----- | ----- | ----- | ----- |
| 4.003 | 4.802 | 5.609 | 8.017 | 8.886 | 8.470 | 9.015 | 9.536 |